# Williams FW11
Williams FW11 je Williamsov dirkalnik Formule 1, ki je bil v uporabi med sezonama 1986 in 1987, ko so z njim dirkali Nigel Mansell, Nelson Piquet in Riccardo Patrese. Zasnovala sta ga Patrick Head in Frank Dernie, poganjal pa ga je Hondin 1.5L V6 turbo motor, ki je bil najmočnejši motor tistega časa v Formuli 1. Na dirki je lahko razvil moč 800 KM pri 12.000 rpm, na kvalifikacijah pa celo prek 1.000 KM. Ob tem se je za dobro izkazala tudi aerodinamika, moštvo pa je imelo tudi dirkaški par, ki je znal izkoristiti prednosti dirkalnika, to sta bila v obeh sezonah Nelson Piquet in Nigel Mansell. Dirkalnik ni bil revolucionaren, toda zaradi odlične izdelave, moči motorja in dobrega dirkaškega para, je osvojil 18 zmag, 16 najboljših štartnih položajev in 278 točk.
V sezoni 1986 je dirkalnik dobil že svojo prvo dirko za Veliko nagrado Brazilije, kjer je zmagal Piquet, nato pa je s štirimi zmagami v srednjem delu sezone boj za naslov prvaka napovedal Mansell. Williamsovi uslužbenci so bili pretreseni ob hudi nesreči šefa moštva, Franka Williamsa, zaradi katere je ostal invalid. Alain Prost pa je izkoristil dejstvo, da sta si Piquet in Mansell odžirala točke, in z zmago na zadnji dirki za Veliko nagrado Avstralije, kjer bi za naslov Mansell potreboval le tretje mesto, toda po nepotrebnem je priganjal dirkalnik in končalo se je z znamenito eksplozijo pnevmatike, osvojil naslov prvaka. Toda devet zmag in še deset uvrstitev na stopničke obeh dirkačev je bilo dovolj za konstruktorski naslov prvaka. 

## Williams FW11B
Za sezono 1987 je moštvo pripravilo izboljšan dirkalnik FW11B. Tokrat dirkača nista ponovila iste napake in Piquet je osvojil dirkaški naslov, moštvo pa drugi zaporedni konstruktorski naslov prvaka. Lotus je v tej sezoni dobival enake motorje, zato se je Ayrton Senna lahko na več dirkah boril za zmago, toda no mogel resneje ogroziti Williamsovih dirkačev. Mansell je osvojil šest zmag, dve več od Piqueta, ki pa je osvojil kar sedem drugih mest. Po nesreči Manslla na treningu pred dirko za Veliko nagrado Japonske, je moral izpustiti zadnje dve dirki, in naslov je dokončno pripadel Brazilcu.  

## Popolni rezultati Formule 1
(legenda) (Odebeljene dirke pomenijo najboljši štartni položaj)
| Leto | Moštvo     | Motor    | Gume | Dirkači | 1   | 2   | 3   | 4   | 5    | 6   | 7    | 8   | 9   | 10  | 11  | 12  | 13  | 14  | 15  | 16  | Toč | Prv |
| ---- | ---------- | -------- | ---- | ------- | --- | --- | --- | --- | ---- | --- | ---- | --- | --- | --- | --- | --- | --- | --- | --- | --- | --- | --- |
| 1986 | WilliamsF1 | Honda V6 | G    |         | BRA | ŠPA | SMR | MON | BEL  | KAN | VZDA | FRA | VB  | NEM | MAD | AVT | ITA | POR | MEH | AVS | 141 | 1.  |
| 1986 | WilliamsF1 | Honda V6 | G    | Mansell | Ret | 2   | Ret | 4   | 1    | 1   | 5    | 1   | 1   | 3   | 3   | Ret | 2   | 1   | 5   | Ret | 141 | 1.  |
| 1986 | WilliamsF1 | Honda V6 | G    | Piquet  | 1   | Ret | 2   | 7   | Ret  | 3   | Ret  | 3   | 2   | 1   | 1   | Ret | 1   | 3   | 4   | 2   | 141 | 1.  |
| 1987 | WilliamsF1 | Honda V6 | G    |         | BRA | SMR | BEL | MON | VZDA | FRA | VB   | NEM | MAD | AVT | ITA | POR | ŠPA | MEH | JAP | AVS | 137 | 1.  |
| 1987 | WilliamsF1 | Honda V6 | G    | Mansell | 6   | 1   | Ret | Ret | 5    | 1   | 1    | Ret | 14  | 1   | 3   | Ret | 1   | 1   | DNS |     | 137 | 1.  |
| 1987 | WilliamsF1 | Honda V6 | G    | Piquet  | 2   | Ret | Ret | 2   | 2    | 2   | 2    | 1   | 1   | 2   | 1   | 3   | 4   | 2   | 15  | Ret | 137 | 1.  |
| 1987 | WilliamsF1 | Honda V6 | G    | Patrese |     |     |     |     |      |     |      |     |     |     |     |     |     |     |     | 9   | 137 | 1.  |